# Eudoxochiton
Eudoxochiton is een geslacht van keverslakken uit de familie van de Callochitonidae.

## Soorten
- Eudoxochiton (Eudoxoplax) inornatus (Tenison-Woods, 1881)
- Eudoxochiton (Eudoxochiton) nobilis (Gray, 1843)